# 王九思
王九思（1468年—1551年），字敬夫，號渼陂，陝西西安府鄠縣人，明朝官員、文學家、戲曲家，明朝文壇前七子之一。

## 生平
弘治二年（1489年）己酉科陝西鄉試第二十一名舉人，九年（1496年）丙辰科進士。由翰林院庶吉士授檢討，正德初年，諂附劉瑾，調吏部主事，升郎中。劉瑾被誅後，降為壽州同知。不久又被追論，勒令致仕。

## 著作
擅长弹词，工于词曲，与李梦阳、何景明、徐祯卿等并称“前七子”。著有杂剧《沽酒游春》、《中山狼》及散曲《碧山乐府》，诗文集《渼陂集》等。

## 家族
曾祖王琰，知縣；祖父王鉉，遇例冠帶；父王儒，府學教授。母劉氏，封孺人。重庆下。弟王九敘（弘治十七年舉人、貢士）、王九皋（義官）、王九峯（正德三年進士）。子王瀛，正德八年舉人，历官罗江县知县、順天府通判。

## 延伸阅读
[在维基数据编辑]
 《國朝獻徵錄·卷之二十二》，出自焦竑《國朝獻徵錄》
 《明史卷二百八十六》，出自《明史》